# Róbert Bezák
Róbert Bezák (Prievidza, 1º marzo 1960) è un arcivescovo cattolico slovacco, dal 2 luglio 2012 arcivescovo emerito di Trnava.

## Biografia
Róbert Bezák è nato a Prievidza il 1º marzo 1960 in una famiglia devota e fin da bambino ha preso in considerazione l'idea di diventare prete.

### Formazione e ministero sacerdotale
Dopo la scuola primaria e secondaria ha continuato gli studi presso il liceo di Prievidza dove si è diplomato nel 1979. In seguito ha studiato nella Facoltà teologica di Bratislava. Nel 1979 è entrato in segreto nella Congregazione del Santissimo Redentore e ha pronunciato i primi voti. Nel 1983 ha professato i voti perpetui. Dal momento che l'appartenenza all'Ordine era proibita non lo ha detto nemmeno ai genitori e ai compagni di studio nella facoltà.
Durante il secondo anno di studi universitari ha collaborato con l'Associazione cattolica del clero "Pacem in terris" che mirava a normalizzare i rapporti tra Stato e Chiesa. Ha anche partecipato a uno sciopero della fame organizzato dalla stessa associazione. Per questo è stato interrogato dalla polizia segreta ma non ha collaborato. Nel febbraio del 1988 è stato sotto indagine della polizia segreta con il nome in codice di Sebastian.
Il 14 giugno 1984 è stato ordinato presbitero a Banská Bystrica dal vescovo Jozef Feranec. Dal 1984 al 1990 è stato vicario parrocchiale a Brezno, Detva e a Žiar nad Hronom e amministratore parrocchiale a Sklené Teplice, Tužina e Uľanka. Dal 1990 al 1993 ha studiato per la licenza in teologia morale presso l'Accademia alfonsiana a Roma. Nel 1993 è stato eletto vice-provinciale dei Padri Redentoristi in Slovacchia e ha quindi interrotto gli studi. Tre anni dopo è stato eletto presidente della Conferenza dei superiori maggiori del suo paese. Dal 1994 al 2000 ha insegnato teologia morale all'Istituto teologico di Banská Bystrica e all'Aloisianum dell'Università di Trnava. Dal 2005 al 2008 è stato amministratore del santuario mariano di Staré Hory e dal 2008 alla nomina episcopale è stato amministratore della parrocchia del quartiere Radvaň di Banská Bystrica e superiore della casa dei redentoristi nella medesima parrocchia.

### Ministero episcopale
Il 18 aprile 2009 papa Benedetto XVI lo ha nominato arcivescovo di Trnava. Ha ricevuto l'ordinazione episcopale il 6 giugno successivo dal cardinale Jozef Tomko, prefetto emerito della Congregazione per l'evangelizzazione dei popoli, coconsacranti l'arcivescovo Mario Giordana, nunzio apostolico in Slovacchia, e l'arcivescovo di Bratislava Stanislav Zvolenský. Era il più giovane vescovo del suo paese.
Fin da subito ha cercato attuare la sua visione di "Chiesa aperta" in accordo con le direttive del Concilio Vaticano II. Ha quindi creato centri di aiuto con lo scopo di prestare aiuto a gente socialmente più debole e senza casa e ha introdotto regolari incontri con i fedeli al fine di favorire i contatti con il popolo e in cui i fedeli potevano porgli qualsiasi domanda. Ha anche aperto al pubblico diversi spazi della Curia e in essi ha aperto una galleria, un ristorante e un collegio per la formazione cristiana degli studenti e ha istituito la Web TV dell'arcidiocesi. Regolarmente informava i fedeli delle sue attività per mezzo della sua pagina
internet e ha introdotto in Slovacchia un'iniziativa già diffusa all'estero: "La notte delle chiese". Ha anche adottato diverse misure per favorire un governo aperto, trasparente e responsabile dei beni dell'arcidiocesi.
Proprio per questo motivo, in accordo con lo sforzo della Chiesa per la trasparenza e il rispetto della legge nel trattamento dei suoi beni, ha informato più volte la Santa Sede circa i gravi problemi connessi all'amministrazione dell'arcidiocesi durante l'episcopato del suo predecessore, monsignor Ján Sokol. Questi nel paese è considerato una persona controversa. Secondo diverse inchieste giornalistiche in passato avrebbe collaborato con la polizia segreta del regime comunista cecoslovacco e amministrato male i beni dell'arcidiocesi. Grande collaboratore di Ján Sokol è stato per anni Štefan Náhlik, registrato come collaboratore della polizia segreta, al quale l'arcivescovo ha affidato ampie responsabilità in finanziario e nella gestione del personale. In una lettera inviata nel 1999, l'allora vescovo ausiliare e vicario generale Dominik Tóth lo ha però definito inadeguato nel ricoprire i suoi incarichi.
Dopo il suo insediamento monsignor Bezák ha riscontrato che i conti dell'arcidiocesi erano effettivamente in disordine. Sono emersi diversi cosiddetti "conti neri" che non figuravano nei libri contabili dell'arcidiocesi con movimenti finanziari di grosse somme, inclusi diversi prelevamenti in contanti. Molti dei conti neri sono stati chiusi nel 2008 e nel 2009. È emersa inoltre l'impossibilità di verificare l'origine di alcune entrate (donazioni e assegni) e la sigla di contratti molto svantaggiosi per l'arcidiocesi. Il suo predecessore concedeva l'affitto di vasti terreni della diocesi a prezzi irrisori a persone amiche che, a loro volta, riaffittavano gli stessi terreni a terzi, ad un prezzo decisamente superiore. È emerso anche che una somma considerevole era stata trasferita sul conto privato personale dell'arcivescovo Ján Sokol. Questi allo stesso tempo aveva un conto all'Istituto per le opere di religione che definiva il suo conto privato, anche se il permesso per creare questo conto lo aveva ottenuto l'arcidiocesi e non la persona privata del suo arcivescovo.
L'arcivescovo Bezák ha avvertito i rischi connessi con i fatti menzionati e ha cercato di risolvere tutto responsabilmente nell'ambito della gerarchia ecclesiastica. Ha quindi informato le autorità competenti della Chiesa ovvero il nunzio apostolico, l'arcivescovo metropolita di Bratislava, la Segreteria di Stato della Santa Sede e il prefetto della Congregazione per i vescovi. Ha anche chiesto alle autorità menzionate di investigare su questi fatti.
Il 22 gennaio 2012 è giunta nell'arcidiocesi la delegazione guidata dal vescovo di Litoměřice Jan Baxant che avrebbe effettuato una visita apostolica. Monsignor Bezák pensava che questa fosse una risposta al suo invito di esaminare le incongruenze nell'amministrazione dell'arcidiocesi durante l'episcopato del suo predecessore. Era vero il contrario. È emerso che la visita era diretta a verificare l'operato di monsignor Bezák che si sarebbe reso colpevole di diverse dichiarazioni contrarie alla dottrina ecclesiastica. La visitazione non ha nemmeno sfiorato l'ambito economico. Monsignor Baxant non ha esaminato alcun documento durante la visita e non è andato a verificare i fatti negli spazi della curia arcivescovile. Inoltre ha interrogato solamente persone scelte in anticipo e non i rappresentanti delle comunità dei religiosi, i rappresentanti delle conferenze episcopali circostanti. Non ha nemmeno invitato i laici a fornire una è propria opinione sul loro vescovo. Il 25 gennaio 2012 i decani e i membri del collegio dei consultori, anche se originariamente non erano stati invitati a parlare nel quadro della visita, hanno chiesto un appuntamento con il vescovo Baxant durante il quale gli hanno consegnato una lettera comune in favore dell'arcivescovo Bezák. Dubbi connessi sull'andamento e sulla forma della visita sono stati espressi anche dal presidente della Conferenza episcopale František Tondra. La visita si è conclusa il 1º febbraio 2012. Monsignor Bezák, pur essendo l'indagato, non aveva avuto la possibilità di esprimersi a proposito delle contestazioni a lui rivolte e delle conclusioni della visita apostolica come è solito in tali circostanze. Come ha confermato lo stesso monsignor Baxant, l'arcivescovo Bezák non era stato informato dei risultati. Tra il 31 gennaio e il 2 febbraio 2012 i fedeli laici hanno preparato una veloce petizione per appoggiare il loro arcivescovo e sono state raccolte circa 350 firme che sono state inviate al visitatore apostolico e alla nunziatura apostolica a Bratislava. Dato però che la visita era finita in anticipo, un incontro personale con il vescovo Baxant non è stato più possibile.
Il 3 maggio 2012 monsignor Bezák ha ricevuto una lettera del nunzio apostolico Mario Giordana in cui era scritto che, in connessione con la visita apostolica, il prefetto della Congregazione per i vescovi gli rivolgeva undici domande alle quali egli doveva rispondere e che doveva restringere il suo governo pastorale alla sola gestione economica dell'arcidiocesi. Poteva continuare soltanto con l'amministrazione ordinaria. Le domande avevano per oggetto alcune sue dichiarazioni su sacerdozio femminile, celibato ecclesiastico e rapporti prematrimoniali, sul suo comportamento e su presunte frequentazioni con persone di dubbia fama. L'arcivescovo Bezák ha risposto in maniera rispettosa ma decisa alle domande che però ha definito umilianti. All'incontro personale che ha avuto il 26 giugno successivo con il nunzio apostolico, quest'ultimo gli ha consegnato una lettera da lui firmata, in cui gli faceva sapere che papa Benedetto XVI lo invitava a presentare per iscritto le sue dimissioni. La lettera non conteneva le motivazioni che avevano spinto il papa a compiere questo passo. Nella lettera si diceva anche che la notizia delle dimissioni sarebbe stata diffusa al massimo una settimana dal 26 giugno 2012. La mattina del 28 giugno il nunzio ha consegnato personalmente all'arcivescovo un'altra lettera con la data del giorno precedente nella quale si comunicava che il 2 luglio 2012 alle ore 12.00 sarebbe stata resa pubblica la notizia del sollevamento dal suo ufficio poiché aveva rifiutato di dimettersi liberamente. Monsignor Bezák ha quindi chiesto al nunzio di programmare un'udienza con il Santo Padre o con il prefetto della Congregazione per i vescovi che però non gli è stata concessa.
Domenica 1º luglio 2012 l'arcivescovo Bezák ha letto le due lettere del nunzio apostolico ai fedeli riunti nella cattedrale di san Giovanni Battista a Trnava con
l'intenzione di congedarsi da loro, consapevole che si trattava probabilmente della sua ultima messa domenicale con i fedeli dell'arcidiocesi. Ha potuto farlo perché le lettere non erano vincolate dal segreto pontificio. Lo stesso giorno, alle ore 22 gli è stata consegnata una terza lettera del nunzio apostolico che gli comunicava che se fosse venuto a Roma per un appuntamento con il prefetto della Congregazione per i vescovi il 3 luglio, il giorno successivo non sarebbe stata pubblicata la notizia della sua rimozione. Monsignor Bezák gli ha chiesto di poter avere una conversazione telefonica con il prefetto per consultare in anticipo i motivi dell'incontro. Monsignor Giordana gli ha risposto che il prefetto non avrebbe parlato per telefono.
Il 2 luglio 2012 il bollettino della sala stampa della Santa Sede ha pubblicato la notizia del suo sollevamento dalla cura pastorale dell'arcidiocesi e che questa sarebbe stata guidata dal vescovo Ján Orosch come amministratore apostolico sede vacante. L'arcivescovo Bezák non ha ricevuto nessun decreto firmato dal papa o dal prefetto della congregazione competente in cui si stabiliva il suo status giuridico. Nonostante ciò, ha comunque interrotto qualsiasi atto connesso alla cura pastorale dell'arcidiocesi di Trnava. Solo il 4 luglio 2012, durante la seduta del collegio dei consultori, il vescovo Ján Orosch ha presentato il suo decreto di nomina come amministratore apostolico datato al 2 luglio e firmato dal prefetto della Congregazione per i vescovi. Il nunzio apostolico gli ha anche ordinato di lasciare il territorio dell'arcidiocesi di Trnava. Visti i dubbi circa il modo del sollevamento dalla cura pastorale dell'arcidiocesi, monsignor Bezák ha scritto una lettera al Santo Padre il 6 luglio, una al nunzio apostolico Mario Giordana l'11 luglio 2012 e una al segretario di Stato il 17 luglio 2012. Nessuna di queste ha ricevuto risposta e non ha mai potuto incontrare privatamente né papa Benedetto XVI né il suo successore papa Francesco. L'arcivescovo Bezák ha sempre riconosciuto l'autorità del Santo Padre e ha sempre dichiarato obbedienza e filiale sottomissione alla sua decisione.
Dal 2 luglio 2012 sono cominciate numerose proteste in Slovacchia e all'estero in favore di monsignor Bezák e in cui si chiedevano chiarimenti sulle ragioni della sua
veloce e inaspettata rimozione. La Conferenza dei superiori maggiori e quella delle Superiore maggiori nazionali, che non erano stati consultati durante la visita apostolica, si sono rivolti al nunzio apostolico in una lettera del 4 luglio 2012 in cui si affermava: "Conosciamo fratello Róbert da molto tempo come un buon uomo, sacerdote, religioso e vescovo. Non riusciamo a collegare questa immagine di uomo di Chiesa, uomo dalla profonda fede, della verità e dell'illibatezza con il suo sollevamento
dalla cura pastorale dell'arcidiocesi di Trnava". Allo stesso modo molti sacerdoti, religiosi e i fedeli laici si sono rivolti per mezzo di molte lettere, e-mail o richieste personali alla nunziatura, alla Conferenza episcopale e alla Santa Sede in cui si dichiaravano sostenitori di monsignor Bezák e chiedevano chiarimenti sulla sua rimozione. Contemporaneamente hanno avuto luogo diverse iniziative pubbliche a sostegno dell'arcivescovo Bezák in Slovacchia. Il "caso Bezák" nel 2012 ha destato un grande clamore nel paese. Come recita un comunicato del 9 luglio 2012 della nunziatura apostolica, la visita apostolica si era svolta "sulla base di numerose segnalazioni riguardanti la situazione pastorale dell'arcidiocesi di Trnava inviate da sacerdoti e fedeli direttamente alla Santa Sede". Gli autori di queste segnalazioni tuttora rimangono noti solo alla Santa Sede. I discorsi e le dichiarazioni a sostegno dell'arcivescovo Bezák sono però pubblici e molto numerosi. Essi sono la prova che godeva e gode buona di una buona reputazione presso la maggioranza dei fedeli slovacchi.
Dopo l'annuncio della rimozione di monsignor Bezák diversi media hanno tentato, talvolta in maniera diffamante, le ragioni del grave atto del papa. Esse vanno dal peculato alla possessione demoniaca e dall'appartenenza a una lobby omosessuale a errori dottrinali. Monsignor Bezák ha negato decisivamente tutte queste accuse. L'eventualità che fosse stato sollevato dalla cura pastorale dell'arcidiocesi di Trnava per aver commesso qualche delitto morale è stata esclusa anche dal cardinale Dominik Duka in un'intervista al portale christnet.cz del giugno del 2013: "Posso dire del tutto apertamente che l'arcivescovo Bezák non è stato sollevato sulla base di qualche delitto morale. Tutto il caso parla in qualche misura della situazione politico-ecclesiale-religiosa slovacca".
Anche se monsignor Bezák non aveva ricevuto alcuna risposta alle sue domande, l'8 novembre 2012 è stata diffusa la lettera di papa Benedetto XVI in cui si rivolgeva all'arcivescovo Stanislav Zvolenský, presidente della Conferenza dei vescovislovacchi e agli altri presuli della Conferenza episcopale. Nella lettera il Santo Padre diceva che, dopo aver preso accurata e oggettiva conoscenza della situazione nei suoi gravi risvolti, non poteva sottrarsi al dovere di carità di ristabilire la collegialità effettiva fra di loro, e, nell'arcidiocesi di Trnava un ordinato governo pastorale nell'autentico spirito del Concilio Vaticano II. Nonostante lo sforzo del Santo Padre di ristabilire la collegialità effettiva e nonostante il suo incoraggiamento ai vescovi slovacchi di accompagnare il loro confratello con la preghiera, nella verità e nella sollecitudine e a vivere "in spirito di fede", all'arcivescovo Bezák non è stato permesso di celebrare la santa messa in pubblicamente con la spiegazione,
che questo sarebbe stato pastoralmente inutile. L'arcivescovo Bezák celebrava le sante messe soltanto privatamente in un appartamento preso in affitto.
A metà dicembre 2012 ha deciso di parlare pubblicamente del suo sollevamento dalla guida dell'arcidiocesi di Trnava e dei fatti significativi connessi con alla cura spirituale della stessa. Dal gennaio successivo ha cominciato a tenere brevi riflessioni spirituali nella televisione e nella stampa che hanno avuto una eco molto positiva. Il 27 febbraio del 2013 il superiore generale dei redentoristi si è incontrato a Roma con monsignor Bezák. Il superiore generale, incaricato dal prefetto della Congregazione per i vescovi, cardinale Marc Ouellet, durante l'incontro gli ha comunicato di astenersi da qualsiasi dichiarazione nei media, inclusi discorsi spirituali, fino a nuovo ordine. L'arcivescovo Bezák ha rispettato quest'ordine e ha smesso di tenere riflessioni spirituali nella televisione e nella stampa.
Dopo che l'arcivescovo Bezák aveva cominciato ad apparire in pubblico nei media, la Conferenza episcopale aveva diffuso una lettera datata 18 dicembre 2012 nella quale si ribadiva che egli aveva rifiutato accettare l'invito rivoltogli dal papa di dimettersi dal suo ufficio e aveva così violato il giuramento di fedeltà e
obbedienza a lui dovuta. Monsignor Bezák ha risposto dicendo che non poteva dimettersi validamente dall'ufficio di arcivescovo di Trnava in accordo con la sua coscienza. Ha anche ribadito che non si può costringere nessuno a fare qualcosa che contraddice al Codice di diritto canonico e alla propria coscienza. Tale suo atto sarebbe stato difettivo dal punto di vista morale e giuridico dato che esiste la possibilità del sollevamento dall'ufficio episcopale seguendo le norme del diritto canonico come pena per un delitto dopo un regolare processo. In effetti non gli è mai stata inflitta nessuna pena canonica. Nel suo caso la Santa Sede ha scelto la via del "sollevamento dalla cura pastorale" che il Codice di diritto canonico stesso, un istituto determinante e riconosciuto, non menziona. Dato che l'arcivescovo Bezák non si è dimesso dal suo ufficio, non può essere considerato propriamente arcivescovo emerito di Trnava dal punto di vista formale-giuridico. Di questo fatto è probabilmente consapevole anche la Conferenza episcopale slovacca, che sulla sua pagina internet, a differenza di altri vescovi emeriti, non dà all'arcivescovo Bezák il titolo "arcivescovo emerito" ma quello di "ex arcivescovo".
Considerato che ha ricevuto l'ordinazione episcopale, continua ad essere parte della Congregazione del Santissimo Redentore anche se è soggetto solamente al papa. Dopo la sua rimozione ha chiesto aiuto e sostegno al viceprovinciale della Provincia redentorista di Bratislava, padre Václav Hypius. La viceprovincia gli ha offerto un alloggio provvisorio a partire dal 1º agosto 2012 nella casa dei redentoristi della sua vecchia parrocchia del quartiere Radvan di Banská Bystrica come sacerdote cooperatore. Successivamente anche la diocesi di Banská Bystrica, rappresentata a quel tempo dall'amministratore diocesano monsignor Marián Bublinec, lo ha accolto ufficialmente. In seguito gli è stata data la possibilità di fare un anno sabbatico, durante il quale ha potuto dedicarsi ad attività non pastorali e che è terminato il 1º agosto 2013.
Al termine dell'anno sabbatico si è proposto un suo trasferimento a Příbram dove avrebbe potuto lavorare come docente universitario o professore di scuola secondaria. A dicembre si è però trasferito nel convento del suo ordine a Bussolengo, vicino a Verona. Il 25 giugno 2014 ha avuto un breve incontro con papa Francesco nel corso dell'udienza generale del mercoledì e gli ha consegnato una lettera in cui chiedeva un'udienza. È stato ricevuto da papa Francesco il 10 aprile 2015.
Attualmente lavora come insegnante di religione ed etica nel ginnasio bilingue "C.S. Lewisa" di Bratislava.

## Genealogia episcopale
La genealogia episcopale è:
- Cardinale Scipione Rebiba
- Cardinale Giulio Antonio Santori
- Cardinale Girolamo Bernerio, O.P.
- Arcivescovo Galeazzo Sanvitale
- Cardinale Ludovico Ludovisi
- Cardinale Luigi Caetani
- Cardinale Ulderico Carpegna
- Cardinale Paluzzo Paluzzi Altieri degli Albertoni
- Papa Benedetto XIII
- Papa Benedetto XIV
- Papa Clemente XIII
- Cardinale Enrico Benedetto Stuart
- Papa Leone XII
- Cardinale Chiarissimo Falconieri Mellini
- Cardinale Camillo Di Pietro
- Cardinale Mieczysław Halka Ledóchowski
- Cardinale Jan Maurycy Paweł Puzyna de Kosielsko
- Arcivescovo Józef Bilczewski
- Arcivescovo Bolesław Twardowski
- Arcivescovo Eugeniusz Baziak
- Papa Giovanni Paolo II
- Cardinale Jozef Tomko
- Arcivescovo Róbert Bezák, C.SS.R.